# Norddeutsche Automobilwerke
Die Norddeutsche Automobilwerke GmbH, oft abgekürzt N.A.W., war ein deutscher Automobilhersteller mit Sitz in Hameln.

## Geschichte

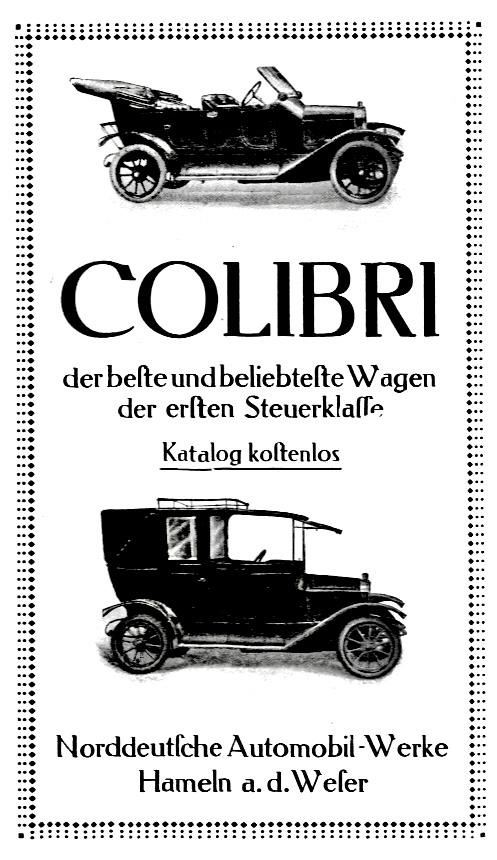
NAW Colibri 1911

1907 entstanden in einem Industriegebiet südlich des Bahnhofs in Hameln durch den Firmengründer Hans Hartmann die Norddeutschen Automobilwerke. 1908 begann das Werk mit der Produktion des Personenkraftwagens der unteren Mittelklasse Colibri. Ab 1911 kam das Modell Sperber dazu, dass in zahlreiche Länder exportiert wurde, darunter Russland, baltische und skandinavische Staaten, Österreich, Großbritannien und in Übersee nach Südafrika und Neuseeland. 1914 hatte das Unternehmen bereits 500 Mitarbeiter, die Jahresproduktion betrug rund 800 Fahrzeuge.
Im Ersten Weltkrieg stagnierte die Produktion und es wurden nur noch Rüstungsgüter wie Lkw, aber auch Granaten hergestellt. 1917 übernahm Walther von Selve die Firma und errichtete 1919 in ihren Räumen die Selve Automobilwerke GmbH. Die N.A.W stellte aber 1929 die Produktion infolge der Weltwirtschaftskrise ein. Zu Beginn der NS-Zeit wurde das Werk reaktiviert und als Deutsche Automobilwerke AG (DAWAG) weitergeführt. Dabei entwarf der Konstrukteur Robert Mederer einen Wagen mit einem neuartigen Motor. Das Fahrzeug sollte 2300 Reichsmark kosten, was der Reichsregierung zu hoch war. Sie vergab den Großauftrag zum Entwurf eines Volkswagens an den Reichsverband der Automobilindustrie, der Ferdinand Porsche mit der Konstruktion des nur 990 Reichsmark teuren KdF-Wagens beauftragte. Das beendete die Hamelner Automobilindustrie.

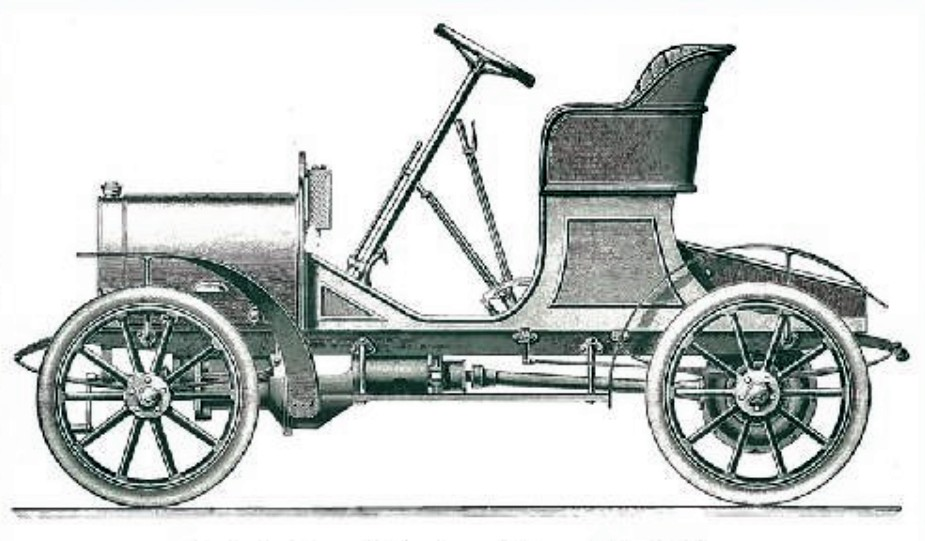
NAW Modellreihe Colibri, 2-Sitzer, Benzin, 7 PS, 2 Zylinder (1907).

## Pkw-Modelle
| Typ                | Bauzeitraum | Zylinder | Hubraum  | Leistung        | Vmax    |
| ------------------ | ----------- | -------- | -------- | --------------- | ------- |
| Colibri 3,5 PS     | 1908–1909   | 2 Reihe  | 436 cm³  | 5 PS (3,7 kW)   | 50 km/h |
| Colibri 8 PS       | 1909–1910   | 2 Reihe  | 860 cm³  | 8 PS (5,9 kW)   | 50 km/h |
| Colibri 6/15 PS    | 1911–1912   | 4 Reihe  | 1592 cm³ | 16 PS (11,8 kW) | 60 km/h |
| Sperber E4 5/15 PS | 1913–1919   | 4 Reihe  | 1330 cm³ | 17 PS (12,5 kW) | 60 km/h |
| Sperber F4 6/20 PS | 1913–1919   | 4 Reihe  | 1545 cm³ | 20 PS (14,7 kW) | 70 km/h |

## Bildergalerie

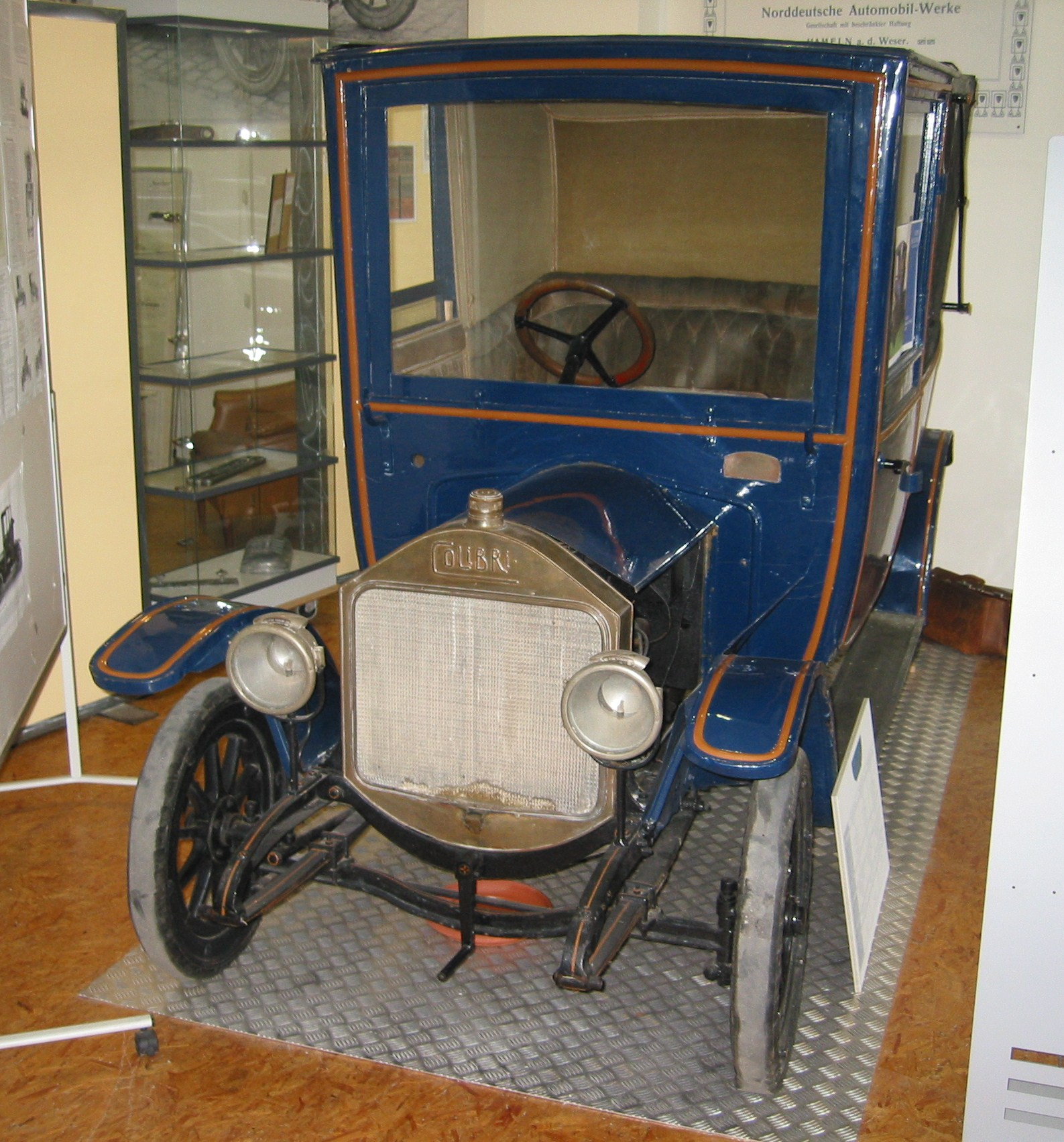
Colibri 1908
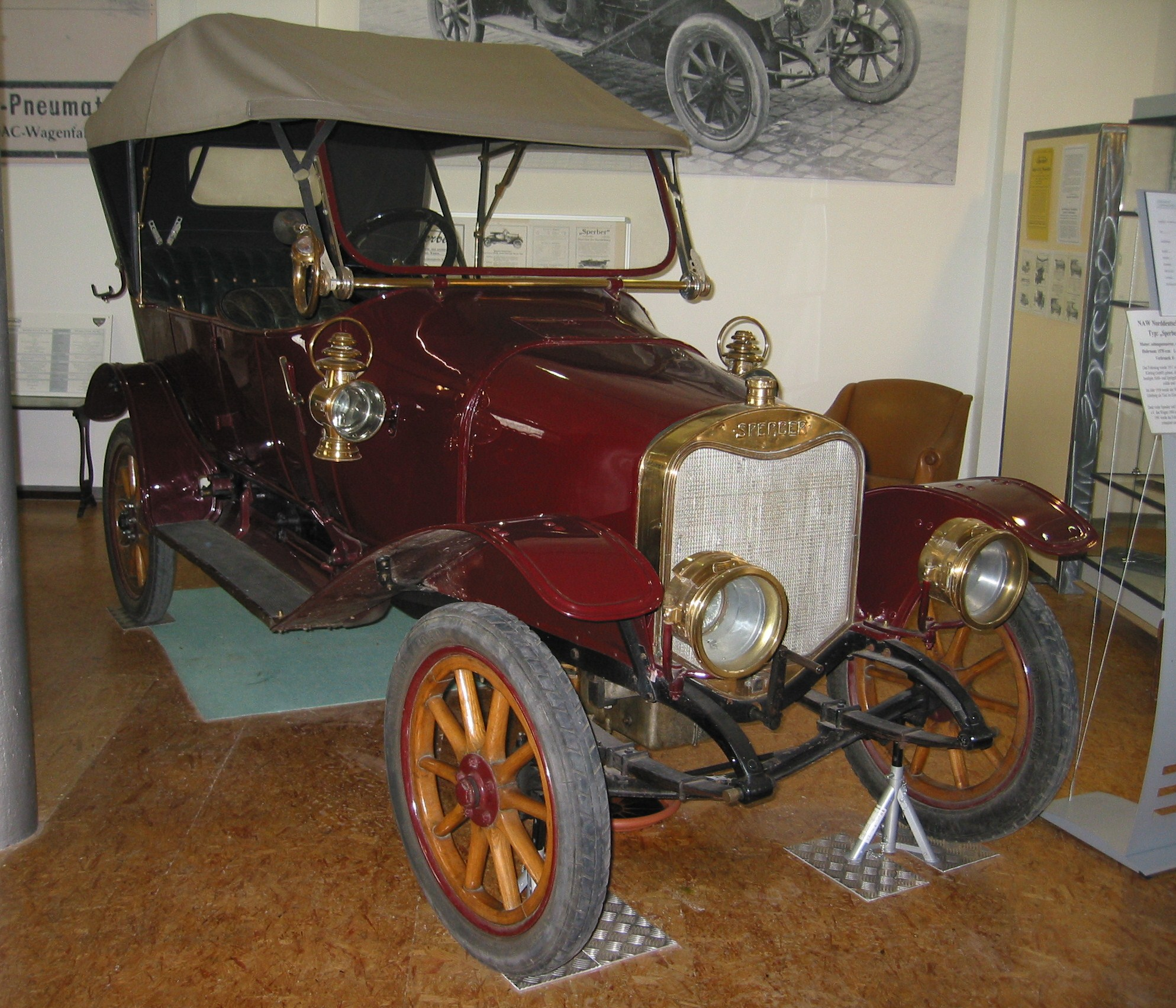
Sperber 1911
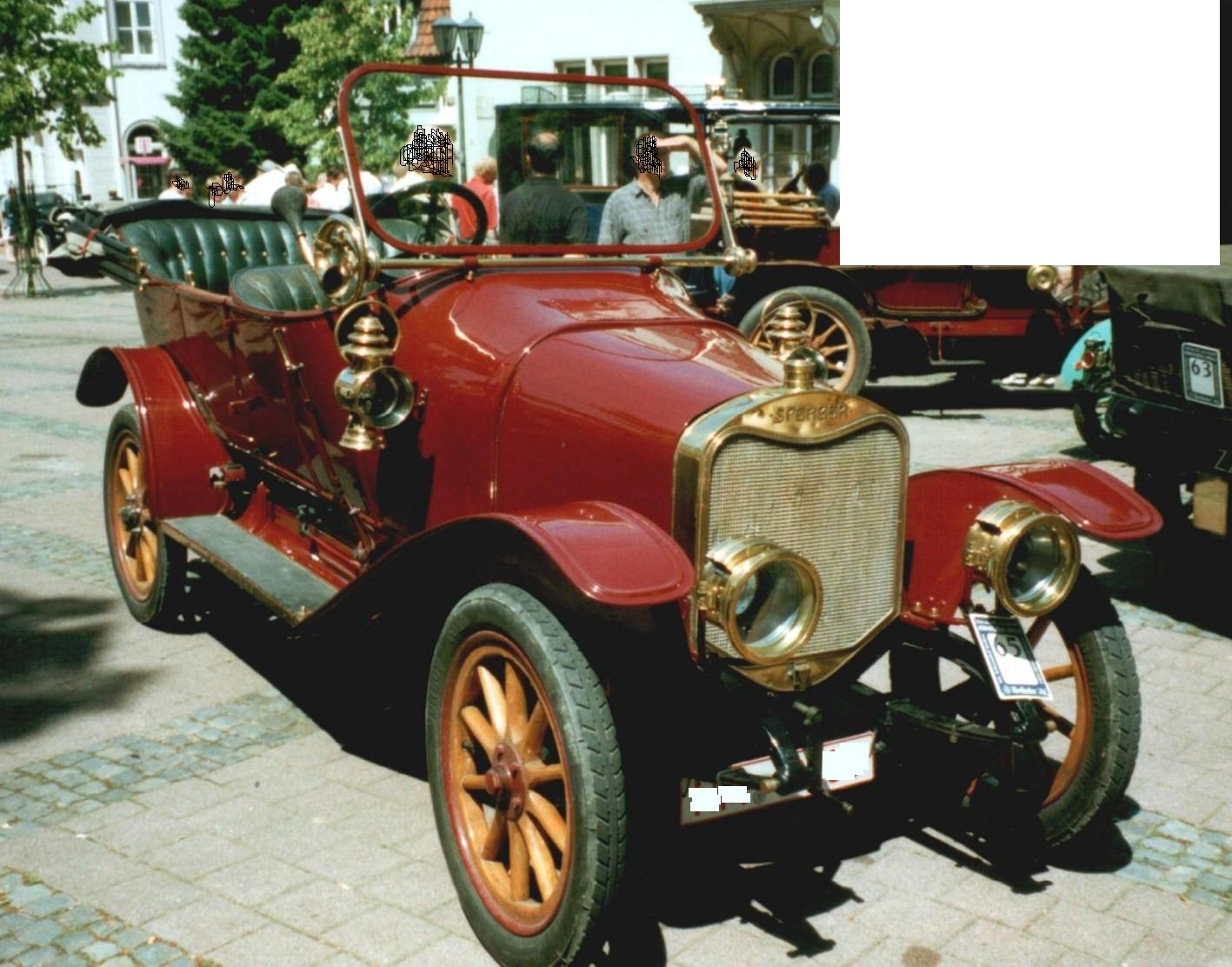
Sperber 1911
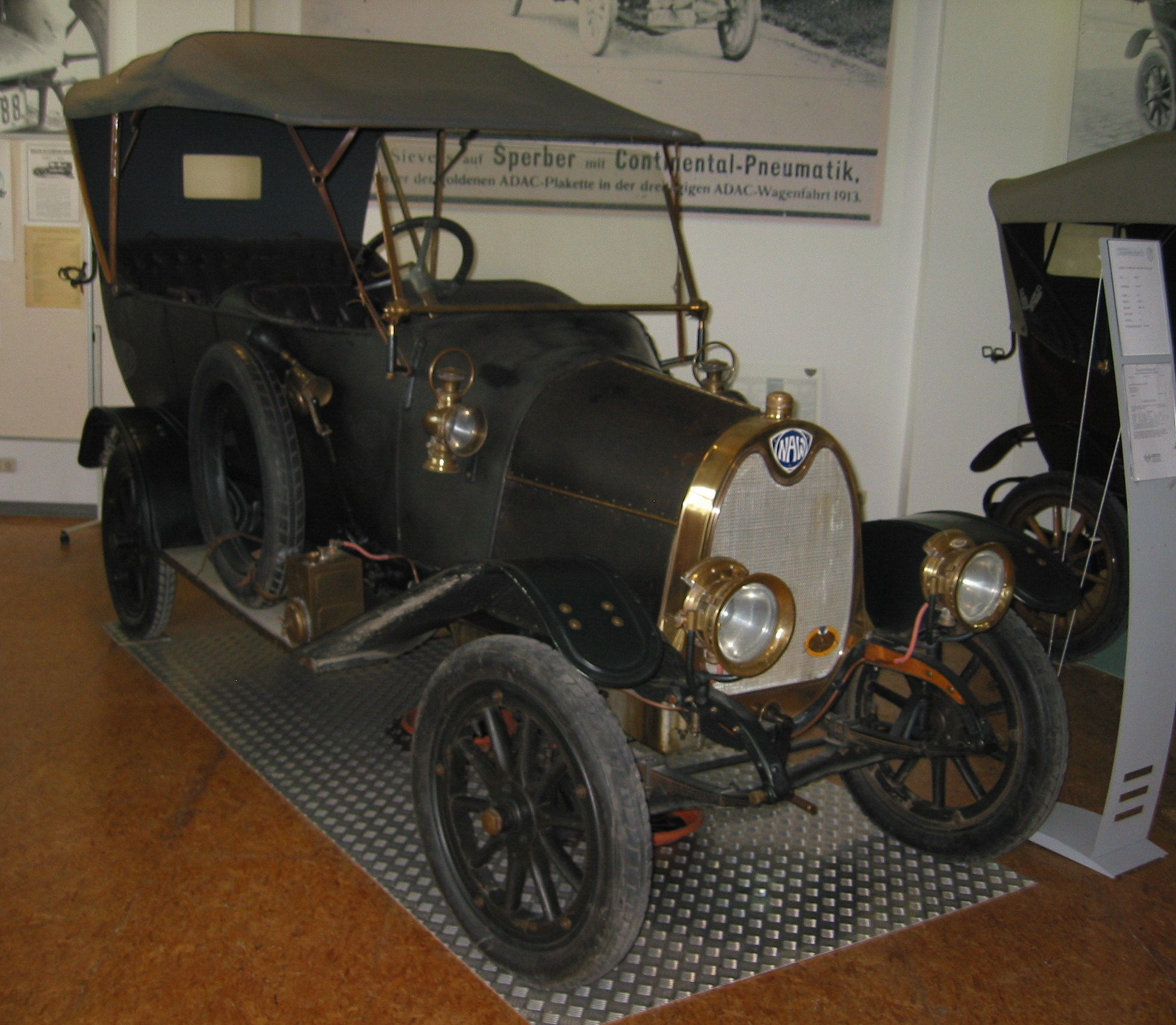
Sperber 1913
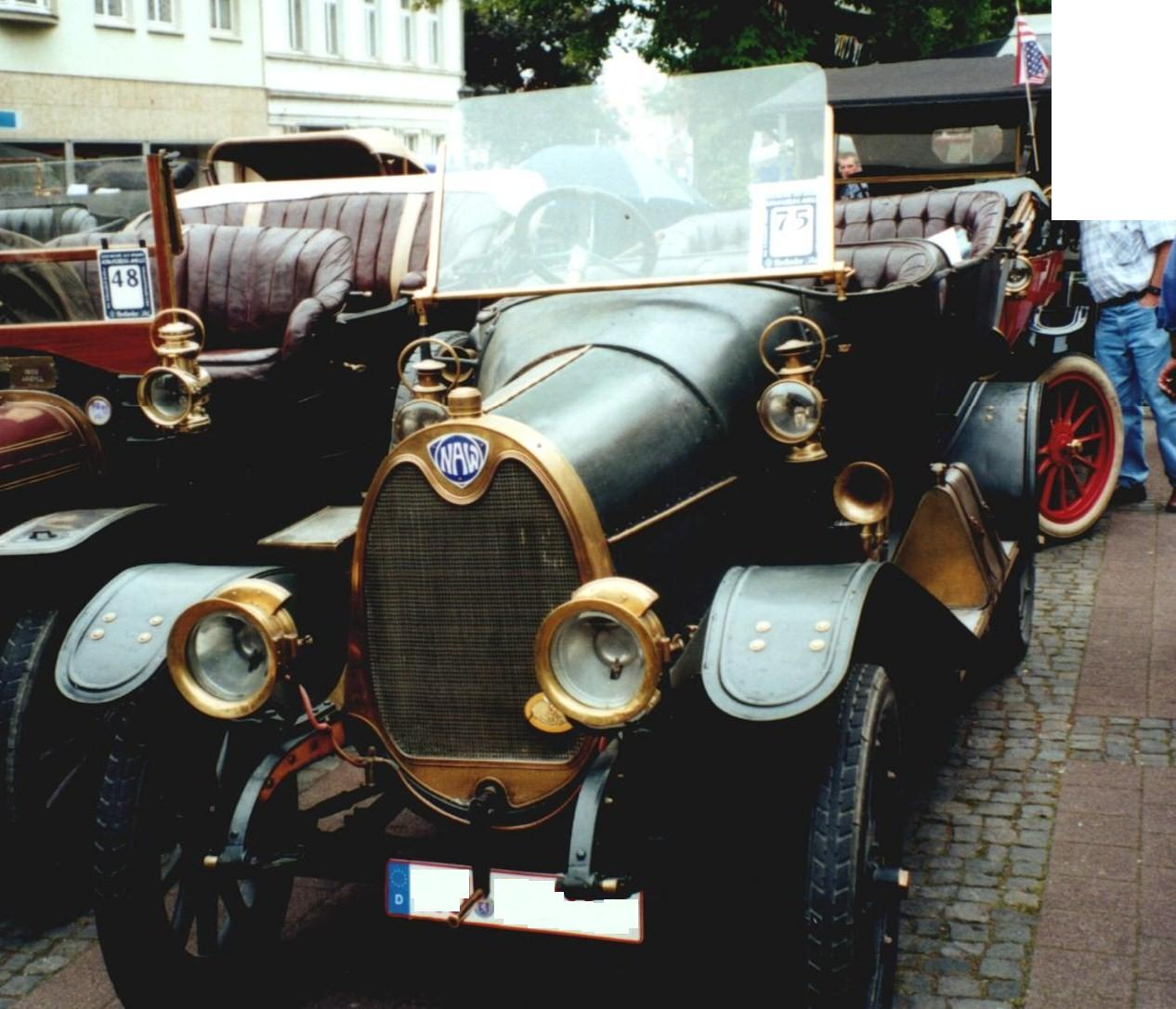
Sperber 1913